# Минута молчания (телепередача)
«Мину́та молча́ния» («Светлой Памяти павших в борьбе против фашизма. Минута молчания») — ежегодная традиционная теле- и радиопередача на советском (впоследствии — российском) телевидении и радио, один из торжественно-траурных ритуалов Дня Победы. Выходит 9 мая в 18:55 (до 2002 года — в 18:50). Впервые вышла в эфир в 1965 году. В передаче звучат слова любви и поклонения советским воинам-победителям, партизанам, подпольщикам, труженикам тыла, воздаётся должное солдатам стран антигитлеровской коалиции, героям Сопротивления, антифашистам Европы.
На экране — могила Неизвестного Солдата у Кремлёвской стены, горящий Вечный огонь. В передаче звучит музыка Роберта Шумана («Грёзы» в переложении для хора), Петра Чайковского («Симфония № 6»), Александра Скрябина («Симфония № 3»). В течение ряда лет в конце передачи звучали начальные аккорды Второго фортепианного концерта Сергея Рахманинова и «Токката, адажио и фуга до мажор» (BWV 564) И. С. Баха. С 2014 года звучит музыкальное произведение Георгия Свиридова «Ты любовь святая» (музыка к трагедии А. К. Толстого «Царь Фёдор Иоаннович», исп. Уральский камерный хор).

## История
Идея создания теле- и радиопередачи, предназначенной для почтения памяти погибшим в годы Великой Отечественной войны, возникла в Гостелерадио СССР. По приказу его председателя Николая Месяцева к написанию двух текстов приступили журналисты Ирана Казакова (для телевидения) и Аркадий Ревенко (для радио). С подачи режиссёра Всесоюзного радио Екатерины Тархановой оба текста прочитала актриса Вера Енютина, а вступительный и заключительный текст — диктор Юрий Левитан. Съёмки телевизионной версии первые два года осуществлялись в павильоне телецентра «Останкино», где были сооружены декорации огня, горящего в гипсовой чаше на фоне построенной стены. После сооружения Вечного огня у могилы Неизвестного Солдата съёмки стали проходить там. Музыкальные композиции, звучавшие на фоне, были также подобраны Екатериной Тархановой.
С того момента, как в 1970 году должность председателя Гостелерадио занял Сергей Лапин, минута молчания впервые претерпела ряд изменений. К написанию нового текста были привлечены Евгений Синицын и Галина Шергова. Одно время в передачу было включено прочтение отрывков книги «Малая земля», написанной генеральным секретарём ЦК КПСС Л. И. Брежневым.
В дальнейшем, после эмиграции Веры Енютиной в США, к прочтению текста приступили дикторы телевидения и радио. Так, в 1976—1983, 1990—1991, 1996—2011 и с 2015 (финальный текст) годах текст читал Игорь Кириллов, в 1984—1985 годах — Алексей Задачин, в 1986—1989 годах — Ольга Высоцкая, в 2012—2013 годах — Евгений Хорошевцев.
7 ноября 1987 года, в день 70-летия Октябрьской революции, в 13:50 в эфир общесоюзных программ телевидения и радио СССР вышла аналогичная программа «Памяти павших борцов за Советскую власть. Минута молчания», не ставшая впоследствии традиционной.
С 1988 по 1991 год на Второй программе ЦТ СССР транслировалась с сурдопереводом.
После распада СССР в декабре 1991 года формат программы был переработан. В частности, были убраны кадры горящего Вечного огня, остальной видеоряд был также полностью обновлён. По некоторым сведениям, в первые постсоветские годы вещания авторы пробовали делать репортажи с Красной площади, привлекали Никиту Михалкова, который снимал с высоты птичьего полёта «кресты и купола России» и лично читал закадровый текст. Этот вариант транслировался только на государственных каналах (в 1992 году это были 1-й канал Останкино, МТК, 4-й канал Останкино, Пятый канал и РТР, в 1993 и 1994 годах — те же телеканалы, но без учёта МТК). В 1995 году эфир был назначен на 17:50 и шёл одновременно по ОРТ, РТР, Пятому каналу и телеканалу «Российские университеты».
В 1996 году по инициативе недавно возникшего Общественного российского телевидения (ОРТ) было принято решение вернуться к старому формату, снова с голосом Игоря Кириллова: первая версия такой передачи показывалась в 1996—1997 годах, вторая — в 1998—2002 годах, третья — в 2003—2004 годах, четвёртая — в 2005 году, пятая — в 2006—2008 годах (с этого момента и далее — с чёрными полями сверху и снизу), последняя — в 2009—2013 годах. Программа производилась Дирекцией оформления эфира «Первого канала». Съёмки проходили раз в 3-4 года 8 мая, когда гражданам открыт доступ к могиле Неизвестного Солдата. С того же года, поскольку минута молчания стала совместной общероссийской акцией всех центральных и дециметровых вещателей, организованной по инициативе ОРТ, передачу также стали показывать по МТК и по частным центральным каналам НТВ и ТВ-6. С 1997 года её трансляция одновременно стала осуществляться и на коммерческих сетевых каналах, располагающихся в дециметровом диапазоне (31 канал, REN-TV, СТС, ТНТ, Муз-ТВ, «MTV Россия» и других).
В 2003 году передача была сокращена с 16-17 до 7 минут, что сделало её более удобной для вещателей и организаторов массовых мероприятий.
С 2004 года трансляция минуты молчания стала осуществляться на всех спортивных каналах производства «НТВ-Плюс» (с 2016 года — субхолдинга «ГПМ Матч!»).
9 мая 2005 года (в связи с приездом в Москву на празднование 60-летия Победы большого числа руководителей иностранных государств) общенациональная минута молчания была включена в официальный протокол мероприятий и непосредственно предшествовала праздничному концерту на Красной площади, в связи с чем эфир был перенесён с 18:55 на 19:55. Во время минуты молчания традиционный видеоряд горящего Вечного огня на несколько секунд сменился прямым включением с Красной площади: главы иностранных делегаций вместе с руководством России отдавали дань погибшим.
С 2007 года минута молчания стала транслироваться и на тематических каналах «Цифрового телесемейства Первого канала» («Дом кино», «Время», «Музыка Первого» и другие).
9 мая 2014 года минута молчания впервые за длительное время подверглась значительным изменениям. В ней были использованы стихи («Реквием» Роберта Рождественского) и фотографии погибших в Великой Отечественной войне, которые затем сменились видеорядом с демонстрацией Вечного огня. Отрывки из поэмы озвучили новые голоса — дикторы киноанонсов «Первого канала» Борис Миронов и Любовь Германова. Архивные фотографии предоставлены проектом «Исторический депозитарий „Лица Победы“» и Музеем Победы. При сохранении общей видеокомпозиции эти фотографии ежегодно сменяются новыми. Отказ от прежнего формата был связан с тем, что в последние годы к могиле Неизвестного Солдата по понятным причинам стало приходить всё меньше ветеранов.
В минуте молчания 9 мая 2015 года после демонстрации фотографий погибших был добавлен фрагмент из речи Путина во время праздничного парада в честь 70-летия Победы: главы иностранных делегаций, президент, ветераны на трибунах, участники парада отдавали дань памяти погибшим. Во время демонстрации Вечного огня Игорь Кириллов произносит традиционную фразу «Вечная память героям, павшим за свободу и независимость нашей Родины!», которая была опущена в варианте от 2014 года. Начальная пейзажная зарисовка Москвы также была дополнена планом в сторону Исторического музея, опущенным в версии 2014 года.
9 мая 2020 года, в 75-летний юбилей Победы, после традиционной минуты молчания была добавлена музыкальная композиция «День Победы», которую хором исполнили известные люди страны (Лев Лещенко, Владимир Познер, Дмитрий Харатьян, Валентин Юдашкин, Сергей Шакуров, Дмитрий Певцов и Ольга Дроздова, Татьяна Тарасова и другие) вместе с жителями России и ветеранами Великой Отечественой войны. Песня исполнялась не выходя из дома в связи с введённым в России всеобщим режимом самоизоляции как мерой борьбы с распространением коронавирусной инфекции.
9 мая 2021 года впервые за 7 лет изменился начальный план видеоряда: был показан вид Кремля с Патриаршего моста.